# De legende (stripalbum)
De legende is een  stripverhaal uit de reeks van Jerom.

## Locaties
Dit verhaal speelt zich af op de volgende locaties:
- de Morotari burcht, kasteel 'La Bagatelle' (bejaardentehuis)

## Personages
In dit verhaal spelen de volgende personages mee:
- Jerom, president Arthur, Odilon, professor Barabas, tante Sidonia, Balthazar, baron Eustache van Diepenbeek tot Lagenbos, jonker Dagebort, bejaarden

## Het verhaal
Baron Eustache van Diepenbeek tot Lagenbos komt naar de Morotari burcht en vertelt dat hij hulp zoekt om een schat te vinden in zijn kasteel. Met deze schat wil hij zijn bejaardentehuis runnen, want zijn geld raakt op. President Arthur biedt de diensten aan van Odilon en Jerom en ze vliegen op de motor met de baron mee en kunnen een aanslag voorkomen. In de bibliotheek van het kasteel wijst de baron een schilderij aan van baron Philimon van Diepenbeek tot Lagenbos. Hij verborg volgens de legende een deel van zijn vermogen en werd door de sansculotten gevangengenomen. Hij stierf op het schavot en een medegevangene die de revolutie overleefde vertelde dat het geheim in het schilderij zit. 
's Nachts betrapt Jerom de man die de aanslag wilde plegen in de bibliotheek. De man kan ontkomen en de baron krijgt een telefoontje waarin hij hoort dat hij de volgende dag naar de watermolen moet komen. De baron moet ook aan de kop van de leeuw links van de haard draaien en er opent een geheime deur. Jerom, Odilon en de baron komen in ondergronds gewelf en zien het orgel van baron Philemon. Ze gaan terug naar de bibliotheek en vragen zich af waarom de man zoveel foto's maakte. De volgende dag gaan Jerom en Odilon met de baron mee naar de watermolen en zien een auto. Jerom gaat erheen en leest dat de wagen gestart moet worden en dat hij recht vooruit moet rijden. Jerom doet dit en de auto ontploft. Jerom blijft ongedeerd en ze gaan weer terug naar het kasteel waar alles overhoop is gehaald. Jerom en Odilon zien de man, maar hij kan weer ontkomen. 
Odilon houdt 's nachts de wacht en ziet dan dat er een muziekstukje op het schilderij zichtbaar is. Hij gaat naar orgel en wil dit spelen, maar wordt dan benaderd door de man. De man speelt de noten en er opent een luik, waarna Odilon de schat ontdekt. Jerom wil Odilon aflossen en ziet dat er een luik geopend is. De man is met Odilon via een geheime gang ontsnapt en ze gaan met een roeiboot naar de vijver. Een bejaarde schiet per ongeluk een kanonskogel af en deze vernielt de sluis. Het waterpeil zakt en de roeiboot komt op de bodem van de vijver te staan. De man wil ontsnappen, maar komt vast te zitten in het slijk. De baron herkent zijn neef, Dagobert, en hoort dat hij zijn vermogen heeft verspeeld. Hij had in zijn jeugd over de schat gehoord. De baron vraagt waarom hij niet om hulp heeft gevraagd en Dagobert vertelt dat hij te trots was en vraagt om vergeving. De baron vergeeft hem en vraagt hem mee te werken in zijn bejaardentehuis. Jerom en Odilon vertrekken weer.  